# Palla (ginnastica ritmica)

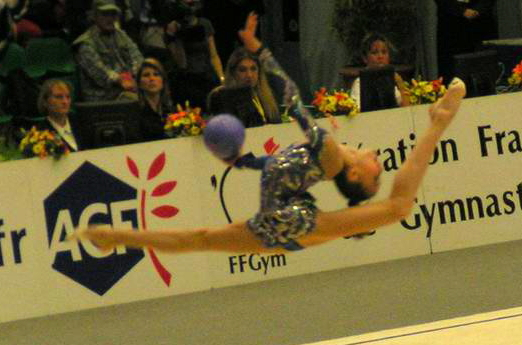
Valeria Kurylskaya si esibisce con la palla in una competizione nel 2004

La palla è uno dei cinque attrezzi utilizzati nella ginnastica ritmica.
È realizzata o in gomma, o con un materiale sintetico che conferisca alla palla la stessa elasticità della gomma. Ha un diametro che può variare da 18 a 20 cm e un peso minimo di 400 g.
La palla può essere di qualsiasi colore.
Il gruppo corporeo della palla è il souplesse.